# Theodor Pennemann

Theodor Pennemann

Theodor Pennemann (* 18. Juli 1861 in Brual, Kreis Aschendorf; † 8. November 1932 in Brahe bei Brual) war ein römisch-katholischer Landwirt, Agrarfunktionär und deutscher Politiker (Mitglied des Reichstages).

## Leben und Werk
Theodor Pennemann war der Sohn des Beerbten Heinrich Pennemann, geb. Müller, und dessen Ehefrau der Hoferbin Elisabeth Pennemann. Nach dem Abitur am Meppener Gymnasium 1878 studierte Pennemann bis 1881 in Münster Theologie. Auf Drängen seines geistlichen Onkels gab er aber sein Studium auf, um den elterlichen Hof nach vorbereitenden praktischen Studien ab 1892 eigenständig zu leiten. Seit 1898 gehörte Theodor Pennemann dem Wahlkomitee der Zentrumspartei des Landtagswahlkreises Meppen-Aschendorf-Hümmling an, seit 1903 auch dem Wahlkomitee der Reichstagswahlkreises Meppen-Lingen-Bentheim. Um 1893 begann sein Engagement für den „Volksverein für das katholische Deutschland“. Für diese bedeutendste Organisation des deutschen Katholizismus im Kaiserreich hielt Pennemann im ganzen Emsland, einer reichsweiten Hochburg des Volksvereins, religiöse, politische und berufsspezifische Vorträge, wodurch er einen großen Bekanntheitsgrad erlangte.
Im September 1919 entsandte ihn das Zentrum des Kreises Aschendorf in den Zentralvorstand der Partei im Wahlkreis Weser-Ems. Zur Reichstagswahl 1920 stellte die Zentrumspartei Theodor Pennemann als langjährigen Parteiaktivisten und bekannten agrarischen Lobbyisten auf den sicheren Platz 2 ihrer Wahlkreisliste im Wahlbezirk Weser-Ems auf.
Der Landwirt war dann von 1920 bis 1928 für die Zentrumspartei Reichstagsmitglied. Weiterhin gehörte er dem Aschendorfer Kreistag spätestens seit der Jahrhundertwende bis kurz vor dem Ersten Weltkrieg sowie nach 1919 bis zu seinem Tode an und fungierte nach dem Krieg als Kreisausschussmitglied. Der Kreistag wählte ihn zum Kreisdeputierten, also zum Stellvertreter des hauptamtlichen Landrats. Im Dezember 1924 berief man den Agrarier Vorstand der hannoverschen Zentrumspartei, wo er im November 1925 zum 2. Schriftführer gewählt wurde.
1928 attackierte man ihn im Gefolge der Landvolk-in-Not-Bewegung teilweise sehr aggressiv, woraufhin Pennemann – außerdem gesundheitlich angeschlagen – eine Rückkehr in den Reichstag ablehnte. Ende 1929 gelangte er erneut in den Kreisausschuss des Landkreises Aschendorf. Bereits seit 1903 bis mindestens 1915 fungierte der Landwirt als Brualer Gemeindevorsteher (= Bürgermeister). Darüber hinaus war er bis zu seinem Tode Mitglied im dortigen Schulvorstand und lange Jahre im Kirchenvorstand.
Zugleich machte sich Theodor Pennemann im agrarischen Genossenschaftswesen der Region einen Namen. Er gehörte 1892 zu den Mitbegründern der Raiffeisen-Spar- und Darlehenskasse Aschendorf, dessen Aufsichtsrat er seitdem als Schriftführer angehörte und dem er seit 1909 vorstand. 1900 konstituierte er die Molkereigenossenschaft Rhede, dessen Vorstand er bis zu seinem Tode leitete. Im Frühwinter 1919 wählte man Theodor Pennemann zum Vorsitzenden des Kreisbauernrats des Landkreises Aschendorf. Bei der Gründung des Landwirtschaftlichen Kreisvereins Aschendorf 1919 wählten die Bauern Theodor Pennemann zum 1. Vorsitzenden. Im März 1920 beteiligte sich der Landwirt als Vertreter des Kreises Aschendorf an der Konstituierung des „Emsländischen Bauernvereins“ (EBV), in dessen Vorstand er als Vorsitzender des Aschendorfer Kreisvereins jahrelang saß.
Weiterhin war der Brualer Landwirt im Hauptausschuss des Ems-Weser- und des Reichswasserstraßenbeirats, im Verkehrsausschuss des Reichstags, im Osnabrücker Bezirksausschuss sowie im Gesamtausschuss des Verbandes der Hannoverschen landwirtschaftlichen Genossenschaften tätig. Überdies gehörte Pennemann seit der Gründung im Jahre 1920 bis zu seinem Tode der Spruchkammer des Landeskulturamts Hannover an, außerdem hatte ihn der Deutsche Landwirtschaftsrat in Berlin als Mitglied berufen. Für seine Verdienste um die Landwirtschaft erhielt er spätestens 1920 den Titel „Ökonomierat“ verliehen.
Darüber hinaus leitete den Emsländischen Rindviehzuchtverein, den er als ersten seiner Art in der Region ungefähr 40 Jahre vor seinem Tod gegründet hatte und dem er bis zu seinem Tode vorstand. Ferner war Pennemann seit Ende der 1920er Jahre Mitglied des Eisenbahnrats. Man hatte ihn außerdem zum landwirtschaftlichen Sachverständigen für die Landgerichtsbezirke Aurich und Osnabrück bestellt. Politisch trat sein Sohn Gerhard Pennemann (1906–1985) seine Nachfolge an. Er gehörte von 1947 bis 1950 für die Zentrumspartei dem 1. Niedersächsischen Landtag an.